# Hans Jürgen Richter
Hans Jürgen Richter (* 11. November 1948 in Chemnitz) ist ein deutscher Politiker (SPD). Er war von 1990 bis 1999 Abgeordneter im Sächsischen Landtag.

## Leben
Richter besuchte die Erweiterte Oberschule in Chemnitz, an der er das Abitur machte. Nach einer Ausbildung zum Maschinenbauer, absolvierte Richter ein Studium an der TH Chemnitz mit der Fachrichtung Physik. Nach dem Diplom 1972 war er bis 1990 Mitarbeiter im Bereich Forschung und Entwicklung in einem Ingenieurbüro. In seinem Betrieb war er von 1975 bis 1989 Gewerkschaftsvertrauensmann und Betriebsratsvorsitzender. Er war Mitglied der Arbeitsgruppe Menschenrechte und Vorsitzender des Bürgerkomitees zur Auflösung des MfS im Bezirk Chemnitz.
Seit Januar 1990 ist er Mitglied der SPD. Er war Mitglied des Landesparteiausschusses. In den ersten beiden Wahlperioden war er von 1990 bis 1999 Abgeordneter im Landtag von Sachsen. Dort war er Schatzmeister der SPD-Fraktion und zudem arbeitsmarktpolitischer Sprecher.